# 김용오
김용오(金容午, 1928년 3월 5일~2020년 10월 12일)는 대한민국의 승려이다. 제12대 국회의원을 지냈다.

## 학력
- 해인대학 정경학부 정치과 졸업
- 동국대학교 행정대학원 수료
- 미국캘리포니아오리엔트대학교에서 문학박사 학위취득
- 스리랑카에서 대승불교최고종정직위추대
- 국립모스코바종합대학교에서 명예법학박사교수 학위취득
- 중국북경대학교에서 명예사회학박사 학위취득

## 경력
- 중국북경대학교사회발전연구소고문교수취임
- 밀양표충사,경주불국사,해남대흥사,서울조계사주지
- 부산대각사,부산호국사,서울본각사,진주천용사,마산약정사,청도대국사등운영
- 사회복지법인대각자비원이사장
- 세계불교승가회총재
- 주간불교신문사사장
- 전중국불교협회에서성위추대장받음(전중국불교협회주최 조계산육조대사탄신1500주년 기념법회에서 삼장법사,고불존자추대

## 역대 선거 결과
| 실시년도 | 선거   | 대수 | 직책     | 선거구 | 정당       | 득표수      | 득표율          | 순위        | 당락 | 비고 |
| -------- | ------ | ---- | -------- | ------ | ---------- | ----------- | --------------- | ----------- | ---- | ---- |
| 1985년   | 총선   | 12대 | 국회의원 | 전국구 | 신한민주당 | 5,843,827표 | \| \| 29.26% \| | 전국구 14번 |      | 초선 |
|          | 29.26% |      |          |        |            |             |                 |             |      |      |